# Perigonia rufescens
Perigonia rufescens är en fjärilsart som beskrevs av Daniel 1949. Perigonia rufescens ingår i släktet Perigonia och familjen svärmare. Inga underarter finns listade i Catalogue of Life.